# Operazione Silver (1949)
Operazione Silver fu il nome di un'operazione dei servizi segreti britannici tra il 1949 e il 1955 che prevedeva lo sfruttamento delle comunicazioni della rete fissa del quartier generale dell'Armata Rossa a Vienna. L'operazione non fu mai scoperta e terminò solamente quando l'Austria riacquistò la sua piena sovranità. La stazione di controllo britannica utilizzò come copertura un negozio di abiti di Tweed. Nel 1951, quando la CIA pianificò un'operazione simile a Berlino i britannici rivelarono l'Operazione Silver agli statunitensi e i due paesi svolsero congiuntamente l'operazione, chiamata Operazione Oro.